# Telesirio
Telesirio è una emittente locale con sede presso il nucleo industriale di Avezzano, in Abruzzo. Il canale televisivo privato, realizzato nel 1978, ha debuttato nel 1979.

## Storia

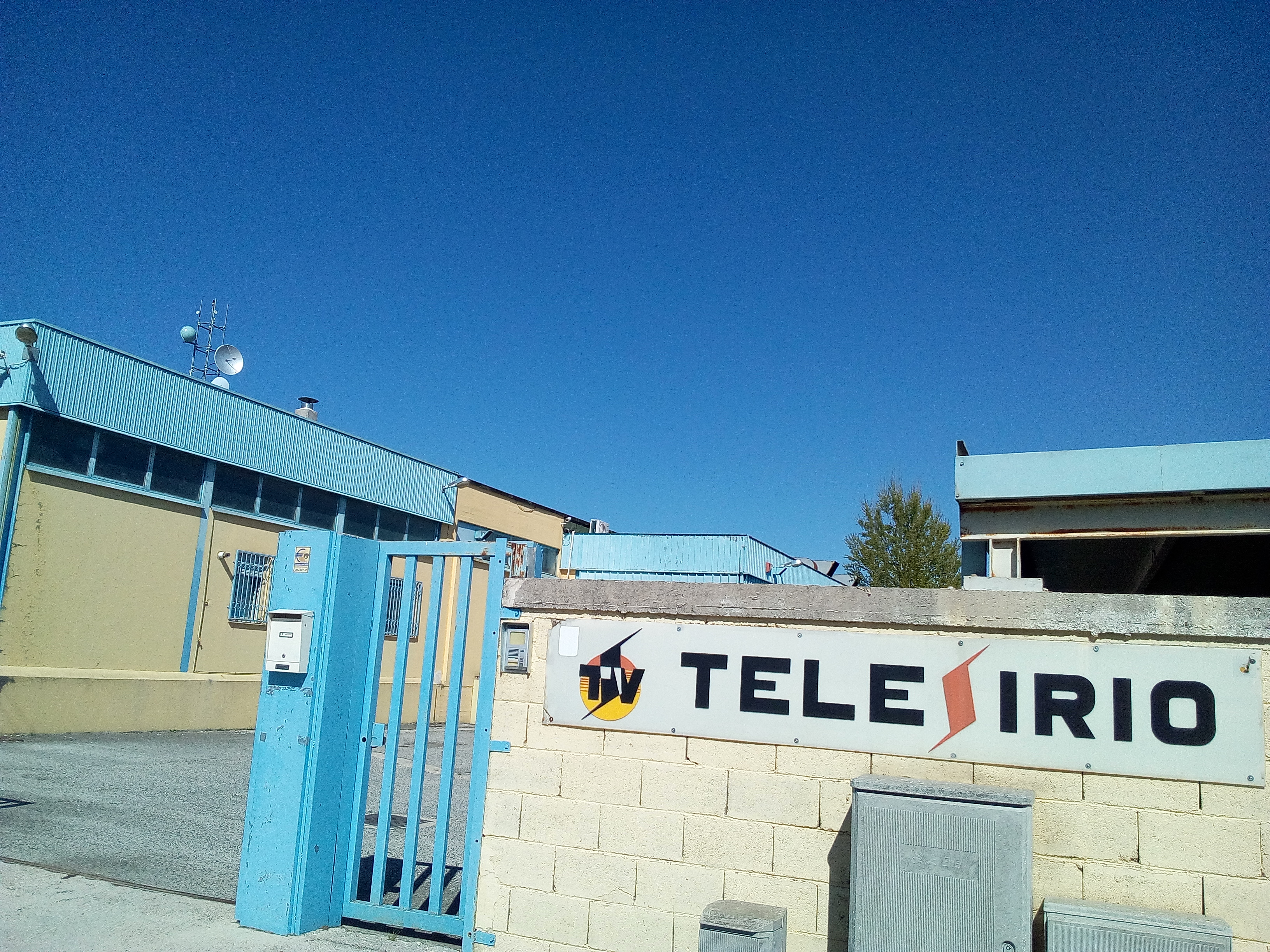
La sede di Telesirio

L'emittente televisiva, intitolata a Sirio, fu realizzata nel 1978 e venne lanciata ufficialmente il primo maggio 1979 grazie ad alcuni giornalisti e imprenditori abruzzesi con a capo il primo editore Ottaviano Gentile. Acquisita la prima frequenza utile nel territorio di Avezzano e della Marsica, nel 1979 è stata realizzata la sede adatta ad una redazione televisiva dotata di studio che venne inaugurata nel centro della città abruzzese, in corso della Libertà. 
I primi palinsesti, con una programmazione che copriva le 24 ore, proponevano la messa in onda giornaliera di tre notiziari, oltre ad alcuni servizi speciali e al programma sportivo Telesport condotto dal giornalista Gianni Paris, in onda in diretta ogni domenica. Il primo direttore responsabile dell'emittente locale è stato Eliseo Palmieri, mentre il direttore della programmazione era Filippo Fabrizi. 
La televisione è arrivata a coprire oltre al territorio della Marsica anche l'intera provincia dell'Aquila, acquisendo le frequenze di altre televisioni locali, e parte del Molise e della regione Lazio, fino ad arrivare a trasmettere per un periodo limitato nella città di Roma sul canale 749. La televisione ha aderito al circuito televisivo GRT, trasmettendo film, serie televisive, cartoni animati e  programmi come Formula '81, oltre alla programmazione autoprodotta incentrata sull'informazione locale e regionale, la cultura e lo sport.
Dal 1998 Telesirio figura tra le prime web tv del centro Italia visibili su streaming in tutto il territorio nazionale e nel mondo. È l'unica emittente locale abruzzese con teletext, il televideo denominato Siriotext è attivo anche su internet. 
Il 20 dicembre 2003 è stata inaugurata la nuova sede di via Diesel, presso il nucleo industriale di Avezzano.
Dal 2015 è dotata del servizio giornale web consultabile dal sito ufficiale dell'emittente televisiva.
Nel 2018 la televisione avezzanese ha aperto una sede nel centro storico della città dell'Aquila presso la Galleria Irti.
La televisione locale è presente con una pagina anche sul social network Facebook.

## Programmi
Il palinsesto comprende e ha compreso diversi programmi autoprodotti, servizi speciali, rubriche, film e telefilm.

### Informazione
- Telesirio Notizie - Notiziario sugli avvenimenti del territorio abruzzese.
- L'Aquila Flash -  Notiziario sugli avvenimenti del capoluogo regionale.
- Marsica Flash - Notizie e cultura dal territorio marsicano.

### Attualità
- Agricoltura oggi
- Il Cerca Salute
- I Protagonisti
- Weekend & Dintorni

### Sport
- Calcio fans e non solo
- Falso Nueve

## Canali televisivi

### Mux Telesirio
| LCN | Canale             | Note          |
| --- | ------------------ | ------------- |
| 81  | TELESIRIO STORY    | FTA (HDTV)    |
| 82  | TELESIRIO L’AQUILA | FTA           |
| 83  | TELESIRIO SPORT    | FTA           |
| 84  | GUSTO TV           | FTA           |
| 86  | AZZURRA TV1        | FTA (HEVC HD) |
| 87  | VERA TV            | FTA (HDTV)    |
| 88  | TELESIRIO PLUS     | FTA (MPEG-2)  |
| 89  | TELEUNIVERSO       | FTA           |
| 90  | ANTENNA 2          | FTA           |
| 91  | AZZURRA TV2        | FTA (HEVC HD) |
| 92  | AZZURRA TV3        | FTA (HEVC HD) |
| 93  | AZZURRA TV4        | FTA (HEVC HD) |
| 94  | TURISMO TV         | FTA           |
| 111 | ADN 24             | FTA (HDTV)    |

### Mux Telesirio B
| LCN | Canale             | Note          |
| --- | ------------------ | ------------- |
| 80  | Le Cronache        | FTA (HEVC HD) |
| 81  | TELESIRIO STORY    | FTA (HDTV)    |
| 82  | TELESIRIO L’AQUILA | FTA           |
| 83  | TELESIRIO SPORT    | FTA           |
| 84  | GUSTO TV           | FTA           |
| 86  | AZZURRA TV1        | FTA (HEVC HD) |
| 87  | VERA TV            | FTA (HDTV)    |
| 88  | TELESIRIO PLUS     | FTA (MPEG-2)  |
| 90  | Life Zone          | FTA           |
| 91  | AZZURRA TV2        | FTA (HEVC HD) |
| 92  | AZZURRA TV3        | FTA (HEVC HD) |
| 93  | AZZURRA TV4        | FTA (HEVC HD) |
| 94  | TURISMO TV         | FTA           |
| 95  | ONDA TV            | FTA (HEVC HD) |
| 96  | SOVERATO 1         | FTA (HEVC SD) |
| 97  | TELE MAGNA GRAECIA | FTA (HEVC SD) |
| 110 | AQUESIO TV         | FTA (HEVC SD) |
| 111 | ADN 24             | FTA (HDTV)    |
| 112 | RTUA               | FTA (HEVC HD) |
| 113 | RTUA2              | FTA (HEVC SD) |
| 114 | VP VOLTAPAGINA     | FTA (HEVC SD) |
| 115 | SGUL TV            | FTA (HEVC HD) |
| 116 | TELEBAIETTA        | FTA (HEVC HD) |

### Mux Mediasix
| LCN | Canale       | Note |
| --- | ------------ | ---- |
| 95  | BLU VINYL TV | FTA  |